# Horben (Gestratz)
Horben (westallgäuerisch: Horbə) ist ein Gemeindeteil der Gemeinde Gestratz im bayerisch-schwäbischen Landkreis Lindau (Bodensee).

## Geographie
Das Dorf liegt circa zwei Kilometer östlich des Hauptorts Gestratz und zählt zur Region Westallgäu. Südlich der Ortschaft verläuft die Obere Argen.

## Geschichte
Horben wurde erstmals im Jahr 1218 als Horwen urkundlich erwähnt. Der Ortsname leitet sich vom althochdeutschen horo ab, das für Sumpf bzw. Morast steht. Südlich des Orts befand sich die Burg der Herren von Horben, die bis zur Umsiedelung der Herren von Horben im 15. Jahrhundert auf Burg Ringenberg genutzt wurde. 1770 fand die Vereinödung in Horben mit elf Teilnehmern statt.

## Baudenkmäler
Siehe: Liste der Baudenkmäler in Horben

## Persönlichkeiten
- Michael Kitzelmann (1916–1942), wurde im Zweiten Weltkrieg als Offizier der Wehrmacht wegen „Wehrkraftzersetzung“ hingerichtet